# Combat de Jodoigne
Guerre des Paysans
Batailles
- Saint-Nicolas
- 1er Boom
- Merchtem
- Zele
- Malines
- 2e Boom
- Hooglede
- Moorslede
- Zonnebeke
- 1er Diest
- 1er Louvain
- Alost
- Turnhout
- Enghien-Hal
- Hérinnes
- Audenarde
- Leuze
- 2e Louvain
- Ingelmunster
- Duffel
- Herentals
- Arzfeld
- Clervaux
- Amblève
- Stavelot
- Pollare
- Londerzeel
- Kapelle-op-den-Bos
- Bornem
- Meerhout
- 2e Diest
- 3e Diest
- Mol
- Jodoigne
- Marilles
- Beauvechain
- Hélécine
- Kapellen
- Meylem
- Hasselt

Le combat de Jodoigne se déroule pendant la guerre des Paysans. 

## Prélude
Vaincus en novembre lors de combats de Bornem, Diest et Mol, les insurgés flamands du Hageland et de la Campine refluent vers l'est. Leur arrivée encourage les paysans à se soulever. Vers fin novembre et début décembre, l'insurrection touche alors principalement l'est du Brabant wallon et l'ouest de la principauté de Liège, elle se poursuit ailleurs en Belgique mais s'estompe progressivement. Dans le Brabant wallon, les insurgés prennent pour chef Constant, un agent municipal de Roux-Miroir.
Le matin du 26 novembre, des rebelles du Hageland pénètrent en Wallonie par Boutersem et L'Écluse et se réunissent à Roux-Miroir avec les hommes de Constant et de Prévinaire. Les insurgés, forts de 600 à 700 hommes, attaquent alors un détachement de 50 soldats républicains venu de Nivelles pour faire rentrer des contributions arriérées. Dépassés par le nombre, les Républicains se replient sur Jodoigne. Mais arrivés près du village ils se débandent et se dispersent vers Tirlemont, Namur où d'autres endroits. Les rebelles s'emparent de la place, saccagent les archives de l'administration et pillent la gendarmerie. Ils gagnent également la prison où une douzaine des prisonniers sont libérés. Ils y trouvent également Lafaye, ancien administrateur républicain du canton de Jauche, arrêté sur ordre du Directoire pour exactions.
Les insurgés se portent le 27 à Jauche avec leur prisonnier qui est d'abord condamné à mort. Sa condamnation est mise en sursis à la demande de notables qui craignent des représailles, mais il est finalement fusillé le 30 novembre à Boutersem. Dans la nuit du 27 au 28, les rebelles se portent vers le Hageland en passant par Hoegaarden et Boutersem et contournent la ville de Tirlemont, occupée par une garnison républicaine.